# Rufus Isaacs

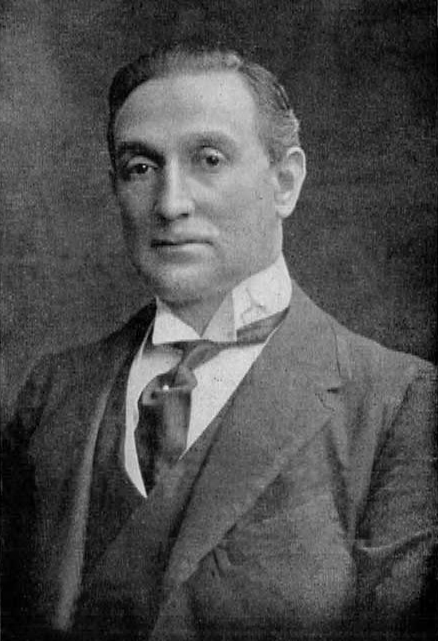
Rufus Isaacs.

Rufus Daniel Isaacs (posteriormente Rufus Isaacs), 1.er Marqués de Reading, GCB, GCSI, GCIE, GCVO, PC, KC, (10 de octubre de 1860 – 30 de diciembre de 1935), fue un político y jurista británico.
Hijo de un vendedor de fruta judío de Spitalfields, Isaacs comenzó a trabajar en el negocio familiar a los 15 años. Entre 1876 y 1877 fue chico de los recados y posteriormente entró a trabajar como camarero en el Middle Temple, en 1887.

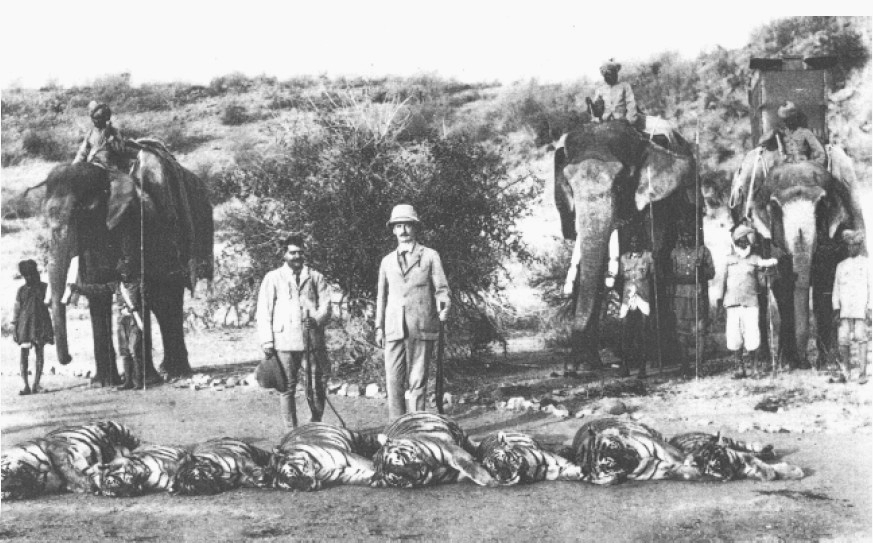
Lord Reading durante una cacería en Nepal.

Ya como próspero abogado, Isaacs accedió a la Cámara de los Comunes en 1904, como miembro del Partido Liberal, ocupando su asiento hasta 1913. Durante este periodo, sirvió como abogado general para Inglaterra y Gales y como fiscal general en los gobiernos de Sir Henry Campbell-Bannerman y Herbert Henry Asquith. En 1913, fue nombrado Lord Presidente de la Corte Suprema, puesto que ocupó hasta 1921.
En 1918, Isaacs fue nombrado embajador en Estados Unidos, estando en el cargo hasta 1919, y compatibilizándolo con el puesto en la Corte Suprema. En 1921, renunció al cargo para ser nombrado Virrey de la India. Aunque partidario de una política conciliadora, no dudó en usar la fuerza en varias ocasiones, y encarceló a Mahatma Gandhi en 1922. Durante el gobierno de MacDonald en agosto de 1931, sirvió brevemente como Secretario de Estado de Asuntos Exteriores, pero se vio obligado a renunciar al cargo por problemas de salud.
Isaacs vivió en Foxhill House, en Earley, cerca de Reading, y fue elevado al rango de Barón Reading en 1914, para ser nombrado años después Vizconde Reading (1916), Conde de Reading y Vizconde Erleigh (1917) y, finalmente, Marqués de Reading en 1926. Este es el rango más alto alcanzado por una persona judía en la nobleza británica.
Isaacs se casó con Alice Edith Cohen, Marquesa de Reading, en 1887.
Junto a Alfred Mond, 1.er Barón Melchett, y a Herbert Samuel, 1.er Vizconde Samuel, Isaacs fue el fundador de la compañía precursora de la Israel Electric Corporation en el Mandato Británico de Palestina.
- Jago, Michael Rab Butler: The Best Prime Minister We Never Had?, Biteback Publishing 2015 ISBN 978-1849549202
- Works by or about Rufus Isaacs, 1st Marquess of Reading at Internet Archive
- Hansard 1803–2005: contributions in Parliament by the Marquess of Reading

Reading
- Newspaper clippings about Rufus Isaacs, 1st Marquess of Reading in the 20th Century Press Archives of the ZBW

- Wikimedia Commons alberga una categoría multimedia sobre Rufus Isaacs.

- Datos: Q336036
- Multimedia: Rufus Isaacs, 1st Marquess of Reading / Q336036